# Возрожденовка
Возрожде́новка (Возрожде́новское), украинизированное название Видро́дженовское (укр. Возрожденiвське, Відродженівське) — посёлок, Лютовский сельский совет, Золочевский район, Харьковская область.
Код КОАТУУ — 6322683502. Население по переписи 2001 года составляет 161 (77/84 м/ж) человек.

## Географическое положение
Возрожденовка находится на склоне Субботиной балки у истоков Бротоницы и у начала балки Бротоница, правого притока реки Братеница; ниже по течению на расстоянии двух км расположено село Лемещино. На реке имеются плотина и ставок.
Село окружено небольшим лесным массивом (сосна, дуб).

## История
- До 1850-х годов — дата основания Суббо́тина ху́тора рядом с кошарой и загоном.[21]
- Субботино входило в Богодуховский уезд Харьковская губерния|Харьковской губернии.
- В конце 19 века земли Субботино[22] купил внук статс-дамы Клеопатры Клейнмихель граф Николай Владимирович Клейнмихель (1877—1918) для ведения сельского хозяйства, в частности, для выращивания зерновых и сахарной свеклы для своего сахзавода, а заодно выкупил земли вокруг соседних Лемещино, Рясного, Петровки, Барановки и Александровки. В экономиях были назначенные графом управляющие, которые отчитывались о состоянии хозяйств.[22]
- Во второй половине 1920-х годов в Субботино был создан колхоз «Возрожденский», давший новое название селу.
- В начале 1930-х годов колхоз стал совхозом «Возрожденский».[23]
- На карте-километровке РККА 1941 года[24] два рядом находившихся совхоза — Возрожденский[23] и Пролетарский[24]- названы правильно, но перепутаны местами. Согласно «Истории городов и сёл УССР»,[25] Пролетарский совхоз находился в Лютовке, в части села, ближайшей[23] к Возрожден(ов)ке.
- В 1958 (до 1959[15]) совхоз Возрожденовский стал Возрожденовским отделением созданного в 1958 году крупного Конгрессовского свеклосовхоза-«миллионера» (укр. Конгресiвський бурякорадгосп) имени Н. К. Крупской Конгрессовского сахарного комбината, специализировавшегося на сахарной свёкле; центральная усадьба которого была расположена в соседней Александровке[26] (б. Конгрессовке).
- В 1960 году совхоз Пролетарский стал Пролетарским отделением[25] Конгрессовского свеклосовхоза.

## Происхождение названия
Субботино названо по отмеченной на военно-топографических картах Шуберта XIX века Субботиной балке, на склоне которой расположено.
Село в советское послевоенное время в официальных документах на русском языке именовалось «Возрожденовка» либо «Возрожденовское» [отделение] (Конгрессовского сахарного комбината). Названо по названию совхоза (первоначально-колхоза, созданного в конце 1920-х годов) Возрожденский (после ВОВ Возрожденовский), названного в честь возрождения сельского хозяйства после разрухи Гражданской войны 1918-1920 годов.
В 2012—2019 годах в официальных документах Золочевского района село называлось Возрожденовка.
Украинское слово Відродження переводится как Возрождение; совхоз Возрожденский и село Возрожденовка изначально назывались так по-русски (перевод на украинский — Возрожденiвське, Возрожденовка).

## Экономика
- Молочно-товарная ферма (не работает).

## Культура
- Возрожденовский клуб[14].